# Ringelbach (Oberkirch)

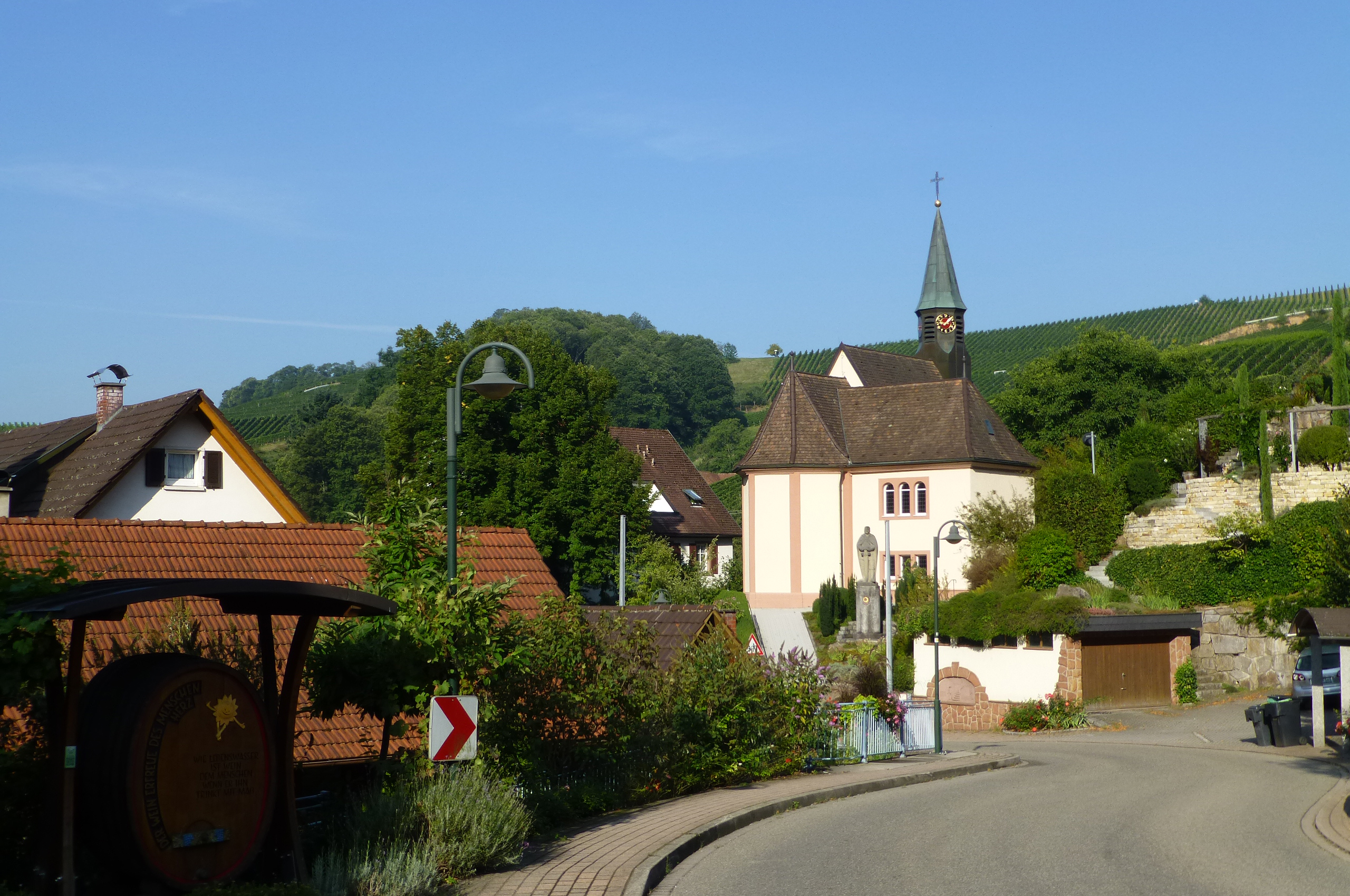
Ringelbach Kern

Ringelbach ist ein Ortsteil der Stadt Oberkirch im Ortenaukreis in Baden-Württemberg. Der Ort liegt 2,5 km nördlich vom Kernbereich von Oberkirch. Durch den Ort verläuft die Landesstraße L 86a.
Ringelbach wurde am 1. Juli 1972 nach Oberkirch eingemeindet.